# Mihai Darie
Mihai Darie este un politician român.
A fost ofițer de informatii și a lucrat, până în 1990, în Direcția de Contraspionaj.
După 1990, Darie a intrat în politică, devenind membru FSN, iar ulterior PD. A fost secretarul executiv al Partidului Democrat până în 8 iulie 2003 când, în urma unei altercații cu Traian Băsescu, a trecut la PSD, devenind consilier al Primului Ministru Adrian Năstase. În perioada 1998 - 2000 a ocupat funcția de Director General al Prefecturii București. În perioada 2000 - 2002 a fost Vicepreședinte al Agenției Naționale de Dezvoltare Regională. În 2009 a fost Consilier al Ministrului Dezvoltării Regionale și Turismului. În perioada 2009 - 2012 a fost Consilier al Ministrului Administrației și Internelor.